# Odbor za zunanjo politiko Državnega zbora Republike Slovenije
Odbor za zunanjo politiko je odbor Državnega zbora Republike Slovenije.

## Delovanje
»Odbor obravnava predloge zakonov, drugih aktov in problematiko, ki se nanaša na področje zunanjih zadev države. Sem sodi tudi konzularna zaščita, mednarodne pogodbe ter druga vprašanja, ki jih obravnava za ta področja pristojno ministrstvo.
Odbor obravnava tudi problematiko, ki zadeva bilateralno in multilateralno parlamentarno sodelovanje ter se zavzema in posreduje stališča o zadevah, ki so na dnevnem redu mednarodnih parlamentarnih teles, institucij in organizacij, ter opozarja predsednika državnega zbora in predsednike delovnih teles na posamezna vprašanja v zvezi s tem. Prav tako potrjuje pobude za sklenitev mednarodnih pogodb, ki so v izključni pristojnosti Republike Slovenije, ter v primeru novih elementov v pogajanjih tudi nova stališča za delo pogajalskih delegacij, obravnava predloge za odprtje ali zaprtje diplomatskih predstavništev Republike Slovenije v tujini ter za imenovanje vodij diplomatskih predstavništev, pripravlja predloge kolegiju predsednika državnega zbora za sestavo delegacij, ki sodelujejo v mednarodnih parlamentarnih institucijah, v mednarodnih organizacijah in telesih, ter skrbi za izvajanje mednarodne dejavnosti državnega zbora v skladu s pravilnikom.
Odbor za zunanjo politiko v skladu z zakonom o sodelovanju med državnim zborom in vlado v zadevah Evropske unije in poslovnikom državnega zbora obravnava zadeve EU s področja zunanje in varnostne politike ter s tem povezane zunanje dejavnosti EU, vključno z vprašanji širitve EU. Obravnava pa tudi predloge zakonov o ratifikaciji sprememb pogodb, na katerih temelji EU (vključno s pogodbami o pristopu držav kandidatk k EU) ter predloge zakonov o ratifikaciji mednarodnih pogodb, ki jih sklepa Republika Slovenija skupaj z ostalimi državami članicami EU ter Evropsko skupnostjo oziroma Evropsko skupnostjo za atomsko energijo, obravnava predloge deklaracij o usmeritvah za delovanje Republike Slovenije v institucijah EU in na svojem področju sodeluje z institucijami ter drugimi organi Evropske unije. V zvezi z zadevami EU Odbor za zunanjo politiko sodeluje z matičnimi delovnimi telesi.«

## Sestava
3. državni zbor Republike Slovenije
- izvoljen: 21. november 2000
- predsednik: Jelko Kacin
- podpredsednik: Janez Podobnik, Zmago Jelinčič
- člani: Anton Anderlič, Jože Avšič, Mitja Gaspari, Andrej Gerenčer, Zoran Gračner, Roman Jakič, Jožef Kavtičnik, Borut Šuklje, Davorin Terčon, Mihael Brejc, Janez Janša, Jožef Jerovšek, Samo Bevk, Aurelio Juri, Janez Kramberger, Jožef Bernik, Alojz Peterle, Ivan Kebrič, Igor Štemberger, Roberto Battelli, Maria Pozsonec

4. državni zbor Republike Slovenije
- izvoljen: ?
- predsednik: Jožef Jerovšek
- podpredsednik: Jožef Horvat in Zmago Jelinčič Plemeniti
- člani: Anton Anderlič, Roberto Battelli, Samo Bevk, Stanislav Brenčič, Zvonko Černač, Polonca Dobrajc, Branko Grims, Aurelio Juri, Darja Lavtižar Bebler, Miro Petek, Maria Pozsonec, Franc Pukšič, Anton Rop, Jožef Školč, Milenko Ziherl, Franc Žnidaršič